# Reid Wiseman
Gregory Reid Wiseman, né le 11 novembre 1975 à Baltimore, Maryland, est un astronaute américain de la NASA.

## Biographie

### Vie personnelle
Reid Wiseman est originaire de Baltimore, dans le Maryland, et diplômé du lycée Dulaney, dans la banlieue de Timonium. Il a obtenu un diplôme en ingénierie informatique et système de l'Institut polytechnique Rensselaer à Troy, New York. Il a ensuite obtenu une maîtrise en ingénierie des systèmes de l'université Johns-Hopkins de Baltimore en 2006.
Wiseman était marié à Carroll (Taylor) Wiseman jusqu'à la mort de celle-ci en 2020. Veuf, il a deux filles. Il est également pilote de karting.

### Carrière dans la Navy
Reid a été commissionné dans le cadre du programme du Corps de formation des officiers de la réserve navale après avoir obtenu son diplôme du Rensselaer Polytechnic Institute en 1997 et s'est présenté à la Naval Air Station Pensacola, en Floride, pour une formation au pilotage. Il a été désigné aviateur naval en 1999 et a fait rapport au VFA-101, Naval Air Station Oceana, Virginie, pour la transition vers le F-14 Tomcat. Après sa formation initiale, Reid a été affecté au VFA-31, également à NAS Oceana, et a effectué deux déploiements au Moyen-Orient pour soutenir les opérations Southern Watch, Enduring Freedom et Iraqi Freedom.
Au cours de son deuxième déploiement en 2003, il a été sélectionné pour fréquenter la United States Naval Test Pilot School (NTPS) à la Naval Air Station Patuxent River, dans le Maryland, avec la classe NTPS 125. Après avoir obtenu son diplôme en juin 2004, Reid a été nommé pilote d'essai et agent de projet. à l'escadron d'essais et d'évaluation en vol deux trois (VX-23) au NAS Patuxent River. Au VX-23, Reid a obtenu son diplôme de M. S. et a travaillé sur divers programmes d'essais en vol impliquant le F-35C Lightning II, la séparation des armes du F/A-18 Hornet, l'adéquation des navires et le T-45 Goshawk.
Après son séjour au NAS Patuxent River, Reid a fait rapport au Carrier Air Wing Seventeen (CVW-17) en tant qu'officier des opérations de frappe, où il a effectué un déploiement en Amérique du Sud. De là, il a été affecté au Strike Fighter Squadron 103 de la NAS Oceana, aux commandes du F/A-18F Super Hornet. Il a été déployé au Moyen-Orient lorsqu'il a été sélectionné pour suivre une formation d'astronaute. Alors qu'il servait dans diverses unités de l'US Navy, il a reçu la Air Medal avec Combat V (cinq récompenses), la médaille d'éloge de la Marine et du Corps des Marines avec Combat V (quatre récompenses), la médaille d'accomplissement de la Marine et du Corps des Marines et diverses autres campagnes et récompenses de service.
Au moment de sa sélection comme astronaute, il était Lieutenant commander dans la United States Navy, volant en tant que pilote avec le Strike Fighter Squadron 103 sur le porte-avions USS Dwight D. Eisenhower, et basé à NAS Oceana, Virginie.

### Carrière à la NASA
Wiseman a déclaré qu'il allait souvent voir la patrouille des Blue Angels de la Marine en démonstration dans sa jeunesse et a développé le fort désir de devenir astronaute lorsqu'il a vu en personne le lancement d'une navette spatiale en 2001.
Le 29 juin 2009, la NASA annonce sa sélection parmi le groupe de neuf candidats à l'entrainement d'astronaute, pour devenir pilote du Groupe 20.
Il est parti vers la Station spatiale internationale le 28 mai 2014 à bord de la mission Soyouz TMA-13M pour faire partie des expéditions 40 et 41 en tant qu'ingénieur de vol. Il retourne sur Terre le 11 novembre 2014.
Wiseman a été choisi pour être le nouveau chef du bureau des astronautes le 18 décembre 2020, en remplacement de Patrick Forrester. Il a auparavant occupé le poste de chef adjoint du bureau des astronautes avec Forrester. Il a démissionné de son poste de chef le 14 novembre 2022 pour redevenir actif dans la rotation des missions.
Le 3 avril 2023, il est sélectionné en tant que commandant de la mission Artemis II de la NASA.

## Autres photos de Gregory Reid Wiseman

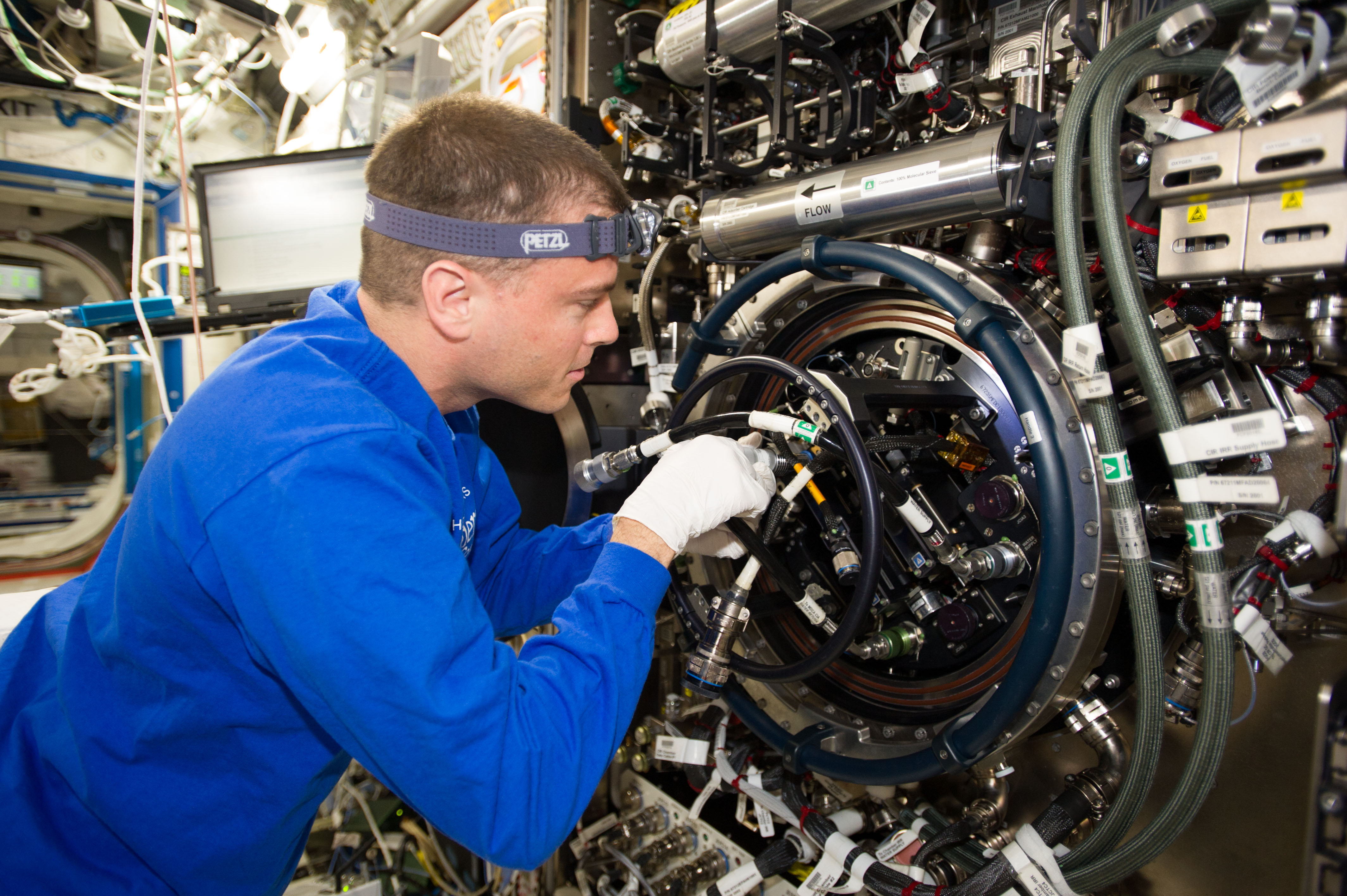
Wiseman travaillant dans le module Destiny de l'ISS en août 2014.
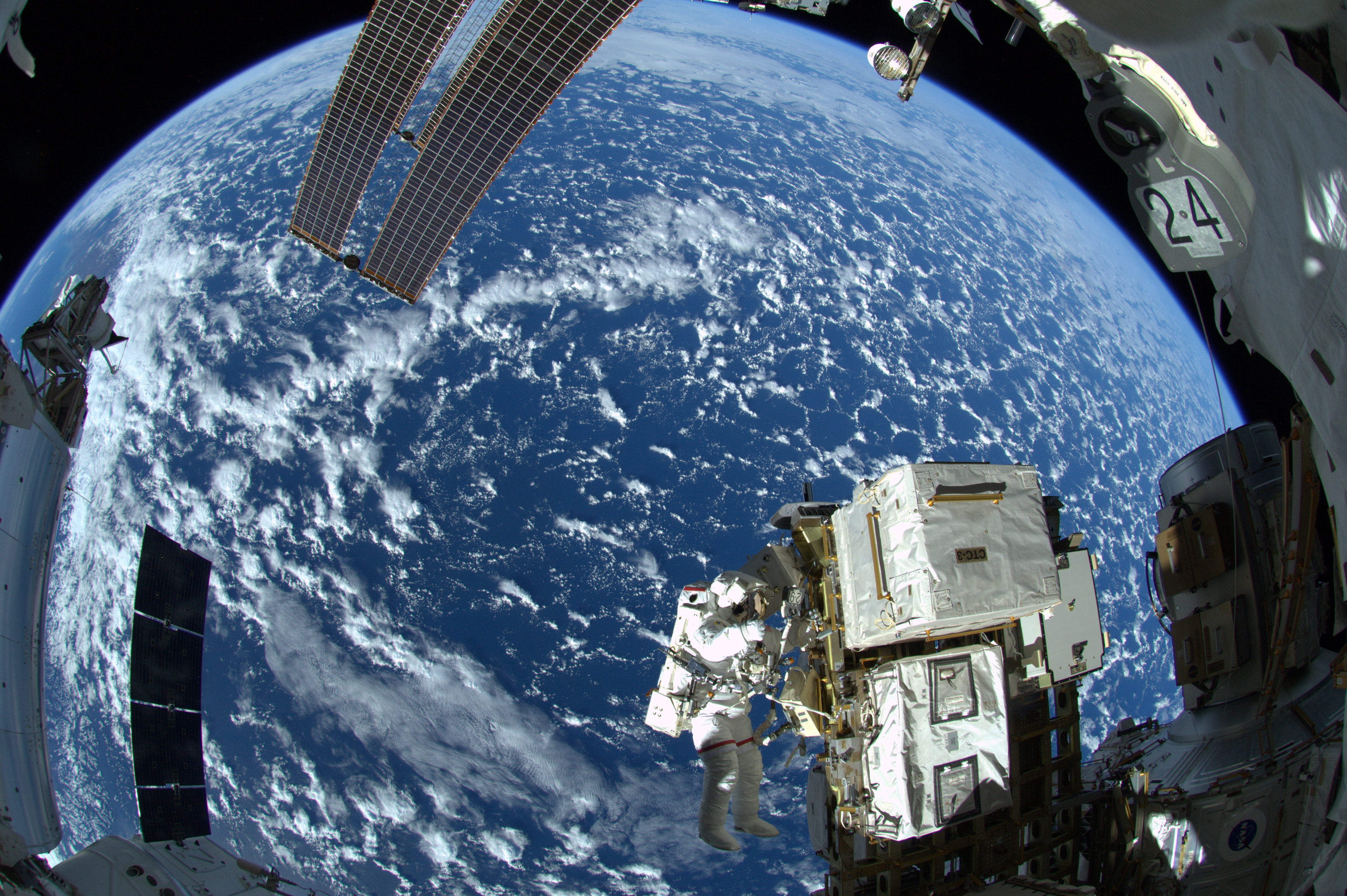
Gregory Reid Wiseman lors d'une sortie extravéhiculaire durant la mission ISS-41